# Ідоменей, цар Критський
«Ідоменей, цар Критський, або Ілія та Ідамант» (італ. Idomeneo, re di Creta ossia Ilia e Idamante, KV 366) — опера (за визначенням автора, «музична драма», італ. dramma per musica) на три дії Вольфганга Амадея Моцарта на лібрето Джамбаттісти Вареско. Це перша «доросла» опера композитора, що демонструє його майстерність в оркестровці, речитативі та вражає багатством мелодійних ліній.
Прем'єра відбулася 29 січня 1781 року в Мюнхені.

## Історія
Оперу написано на замовлення баварського та пфальцького курфюрста Карла-Теодора, заради чого 24-річний Моцарт на кілька місяців покинув Зальцбург без супроводу свого батька, Леопольда Моцарта. Між батьком і сином відбувалося постійне листування (Моцарт-молодший писав майже кожні два дні), унаслідок чого майже весь процес роботи виявився документально зафіксований.
Прем'єра відбулася 29 січня 1781 під час придворного карнавалу в мюнхенській резиденції баварського курфюрста за участю Антона Рааффа (Ідоменей), Доротеї Вендлінґ (Ілія), Вінченцо даль Прато (Ідамант), Елізабет-Августи Вендлінґ (Електра), Доменіко де Панцаккі (Арбас) та Джованні Валезі (Верховний жрець Нептуна).
Мюнхенська постановка виявилася єдиною за життя Моцарта. Його спроби поставити оперу в Відні провалилися, єдине концертне виконання відбулося 13 березня 1786 р. у віденському палаці Ауершперґ і зажадало безлічі вимушених змін (віденська редакція). Перша постановка у Відні відбулася лише 1806 р.
У 20-х роках XIX століття опера виконувалася в Санкт-Петербурзі силами німецької трупи, але успіху не мала.
У вересні 2006 р. в берлінському театрі Німецька опера (Deutsche Oper) було скасовано вистави в постановці 2003 р. Ганса Ноєнфельса (Hans Neuenfels) з побоювань образити релігійні почуття глядачів (в одній зі сцен виставлялися відрубані голови лідерів світових релігій).

## Дійові особи
- Ідоменей, цар Криту — тенор
- Ідамант, його син — сопрано (у віденській редакції, тенор)
- Електра, дочка царя Агамемнона — сопрано
- Ілія, дочка троянського царя Пріама — сопрано
- Арбас, друг Идоменея — тенор
- Верховний жрець Нептуна — тенор
- Голос оракула Нептуна — бас
- Дві критські жінки — сопрано та мецо-сопрано
- Два троянці — тенор і бас

## Джерело для лібрето
Лібрето Джамбаттисти Вареску (придворного капелана в Зальцбурзі) було позичене з трагедії Антуана Данше (послужила також джерелом для опери Андре Кампра) та засновано на переказах міфологічної Еллади. Так, головний герой опери критський цар Ідоменей згадується в «Іліаді». Мотиви фатальної обітниці божеству та жертвопринесення батьком своєї дитини зустрічається у багатьох народів, у тому числі в старозавітної Книзі Суддів, 11:30-40 (Їфтах і його дочка).
Робота над лібрето проходила під безпосереднім контролем Моцарта, він змушував лібретиста переписувати багато сцен, бажаючи стрімкості дії і психологічної правди сюжетних поворотів. В останній момент Моцарт викидає з опери вже готові дві арії та дует, зваживши, що вони розтягують дію. Він свариться з співаками, які вимагають кантиленних арій, коли драматизм сюжету вимагає зовсім іншого.
У лібрето абата Вареску сюжет також знаходить щасливий фінал в образі «Бога з машини».

## Синопсис
Дія відбувається на острові Крит після закінчення Троянської війни.

### Дія 1
Полонена троянська принцеса оплакує вбитого батька та зниклих братів. Але її серце сповнене любов'ю до сина критського царя Ідаманта. Ідамант теж любить Ілію, і заради неї хоче повернути свободу полоненим троянцам. Електра, названа наречена Ідаманта, віддається поривам ревнощів. Тим часом, Арбас приносить звістку, що критський цар Ідоменей, що повертався від стін Трої на батьківщину, загинув в морі.
Щоб врятувати своє життя та життя своїх сподвижників, Ідоменей поклявся Нептуну принести йому в жертву першого, кого зустріне на рідному березі. Першим поспішає вітати батька Ідамант.

### Дія 2
Ідоменей радиться з Арбасом, як врятувати сина. Вони відсилають Ідаманта разом з Електрою в її рідній Аргос. Ідоменей дарує волю троянським полоненим, але Ілія просить залишитися на Криті. Ідоменей здогадується про взаємну любов Ілії та Ідаманта. Електра щаслива: Ідамант належатиме їй.
Як тільки Ідамант та Електра сідають в корабель, розгніваний Нептун посилає на Крит морське чудовисько. Народ в страху розбігається.

### Дія 3
Незважаючи на гнів Нептуна, Ідоменей наполягає на від'їзді Ідаманта, але Ідамант вирішує вступити в бій з чудовиськом та перемагає його. Верховний жрець Нептуна попереджає царя про бідування, які спіткають його народ за невиконання клятви. Ідоменей готовий принести сина в жертву. Ілія бажає віддати за Ідаманта своє життя. Нептун зворушений її любов'ю та через оракула велить Ідоменею залишити престол та передати його Ідаманту після його шлюбу з Ілією. Народ співає хвалу богам, лише Електра не бере участі в тріумфуванні: переслідувана Фурією ревнощів, вона пронизує собі груди кинджалом.

## Музичні номери
- Увертюра

Дія 1 
- N. 1 Речитатив Quando avran fine omai і Арія Padre, germani, addio! (Ілія)
- N. 2 Арія Non ho colpa (Ідамант)
- N. 3 Хор Godiam la pace
- N. 4 Речитатив Estino è Idomeneo? і Арія Tutte nel cor vi sento (Електра)
- N. 5 Хор Pietà! Numi, pietà
- N. 6 Речитатив Ecco ci salvi al fin і Арія Vedrommi intorno (Ідоменей)
- N. 7 Арія Il padre adorato (Ідамант)
- N. 8 Марш
- N. 9 Хор Nettuno s'onori

Дія 2
- N. 10 Арія Se il tuo duol (Арбас)
- N. 11 Арія Se il padre perdei (Ілія)
- N. 12 Речитатив Qual mi contruba i sensiі АріяFuor del mar (Ідоменей)
- N. 13 Речитатив Chi mai del mio provoі АріяIdol mio, se ritroso (Електра)
- N. 14 Марш і речитатив Odo da lunge (Електра)
- N. 15 Хор Placido è il mar
- N. 16 Терцет Prei di partir, oh Dio! (Ідамант, Електра, Ідоменей)
- N. 17 Хор Qual nuovo terrore!
- N. 18 Хор Corriamo, fuggiamo

Дія 3
- N. 19 Арія Zeffiretti lusinghieri (Ілія)
- N. 20 Речитатив Odo? o sol quel, che bramaі ДуетS'io non moro a questi accenti (Ідамант, Ілія)
- N. 21 Квартет Andro ramingo e solo (Ідоменей, Ілія, Ідамант, Електра)
- N. 22 Арія Se colà ne' fati è scritto (Арбас)
- N. 23 Речитатив Volgi intorno lo sguardo (Верховний жрець Нептуна)
- N. 24 Хор Oh voto tremendo!
- N. 25 Марш
- N. 26 Каватина з хором Accogli, oh re del mar (Верховний жрець Нептуна, Ідоменей)
- N. 27 Речитатив Padre, mio caro padre!і АріяNo, la morte io non pavento (Ідамант)
- N. 28 Сцена Ha vinto amore (Голос оракула Нептуна)
- N. 29 Арія D'Oreste, d'Ajace (Електра)
- N. 30 Остання сцена Popoli! a voi
- N. 31 Арія Torna la pace al core (Ідоменей)
- N. 32 Хор Scenda Amor, scenda Imeneo
- KV 367 — балетна музика для оркестру до опери «Ідоменей»

## А.Н.Сєровпро «Ідоменея» Моцарта (1858р.)
… Моцарт не був реформатором, не руйнував навмисно всього усталеного, ствердженого традицією. Навпаки: він брав готові форми, але в них прагнув дати повний простір своїй художній натурі, своїй здатності створити музику.

## Вибрана дискографія
- 1951 — дир. Фріц Буш — Річард Льюіс, Леопольд Сімоно, Сена Юрінац, Біргіт Нільсон
- 1982 — Джеймс Лівайн — Лучано Паваротті, Фредеріка фон Штаде, Ілеана Котрубас, Хільдегард Беренс — Хор і оркестр театру Метрополітен-опера
- 1991 — дир. Джон Еліот Гардінер — Ентоні Рольф Джонсон, Анна Софі фон Оттер, Хіллеві Мартінпелто, Сільвія Макнейра, Найджел Робсон, Глен Вінслейд — Монтеверді-хор, Оркестр English Baroque Soloists
- 1991 — дир. Колін Девіс — Франсіско Арайза, Барбара Хендрікс, Вернер Хольвега, Уве Хайльманн, Сюзанна Ментцер — Симфонічний оркестр Баварського радіо
- 1996 — дир. Джеймс Лівайн — Пласідо Домінґо, Чечілія Бартолі, Кароль Ванесс, Брін Терфель, Хайді Грант Мерфі, Френк Лопардо, Томас Хемпсон — Хор і оркестр театру Метрополітен-опера
- 2001  — дир. Чарльз Маккеррас  — Йєн Бострідж, Лоррейн Хант Ліберсон, Лайза Мілн, Барбара Фріттолі, Ентоні Рольф Джонсон  — Хор Единбурзького фестивалю, Шотландський камерний оркестр